# Pfarrkirche Mötz

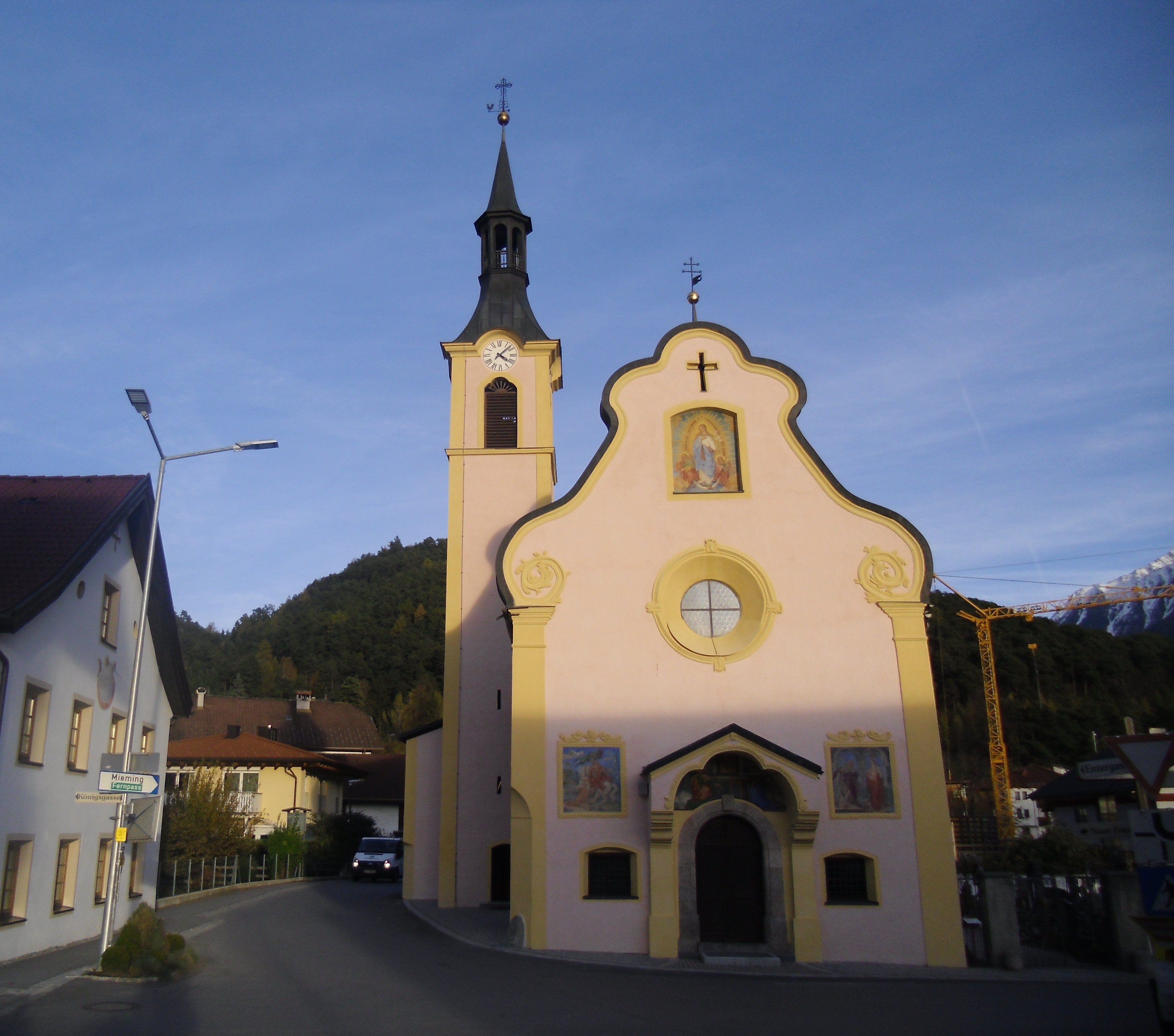
Kath. Pfarrkirche Maria Schnee in Mötz

Die römisch-katholische Pfarrkirche Mötz steht in der Gemeinde Mötz im Bezirk Imst in Tirol. Die Pfarrkirche Maria Schnee gehört zum Dekanat Silz in der Diözese Innsbruck. Die Kirche und der Friedhof stehen unter Denkmalschutz.

## Geschichte
1635 wurde eine Pestkapelle errichtet. Ab 1710 erfolgte ein Neubau und 1713 wurde die Kirche geweiht. Restaurierungen waren 1872/1880 und 1976.

## Architektur
Kirchenäußeres
Die barocke Kirche mit einem Langhaus und Chor in gleicher Breite hat einen Nordturm mit großen Schallöffnungen mit einem Dachansatz mit Laterne. Die Westfront hat einen geschwungenen Volutengiebel mit Voluten in Blattstuck, einem Kreisfenster, einem Rundbogenportal und einem gemauerten Vordach auf profilierten Konsolen mit Blattstuckdekor. Die Wandmalerei Verkündigung in einer Lünette zeigt seitlich mit Stuck gerahmt die Heiligen Martin, Rochus und Sebastian.
Kircheninneres
Der vierjochige Saalbau unter einem Stichkappentonnengewölbe mit Gurtbögen auf Wandvorlagen mit Pilastern hat einen Chor mit einem Fünfachtelschluss und Rundbogenfenster. Qualitätsvolle Stuckarbeit betont die Kanten der Stichkappen, der Gurtbögen, der Medaillons und den Triumphbogen.

## Ausstattung
Am Hochaltar ist reicher Akanthusdekor um 1710.